# 敘利亞禮天主教阿勒頗總教區
敘利亞禮天主教阿勒頗總教區（拉丁語：Archieparchia Aleppensis Syrorum）是敘利亞一個東儀天主教總教區（敘利亞禮）。直屬聖座。
教座成立於1659年1月28日。2009年有八名司鐸、兩個堂區、8,000名教友。現任教區總主教為德尼·安多尼·沙赫達。